# 바위너구리목

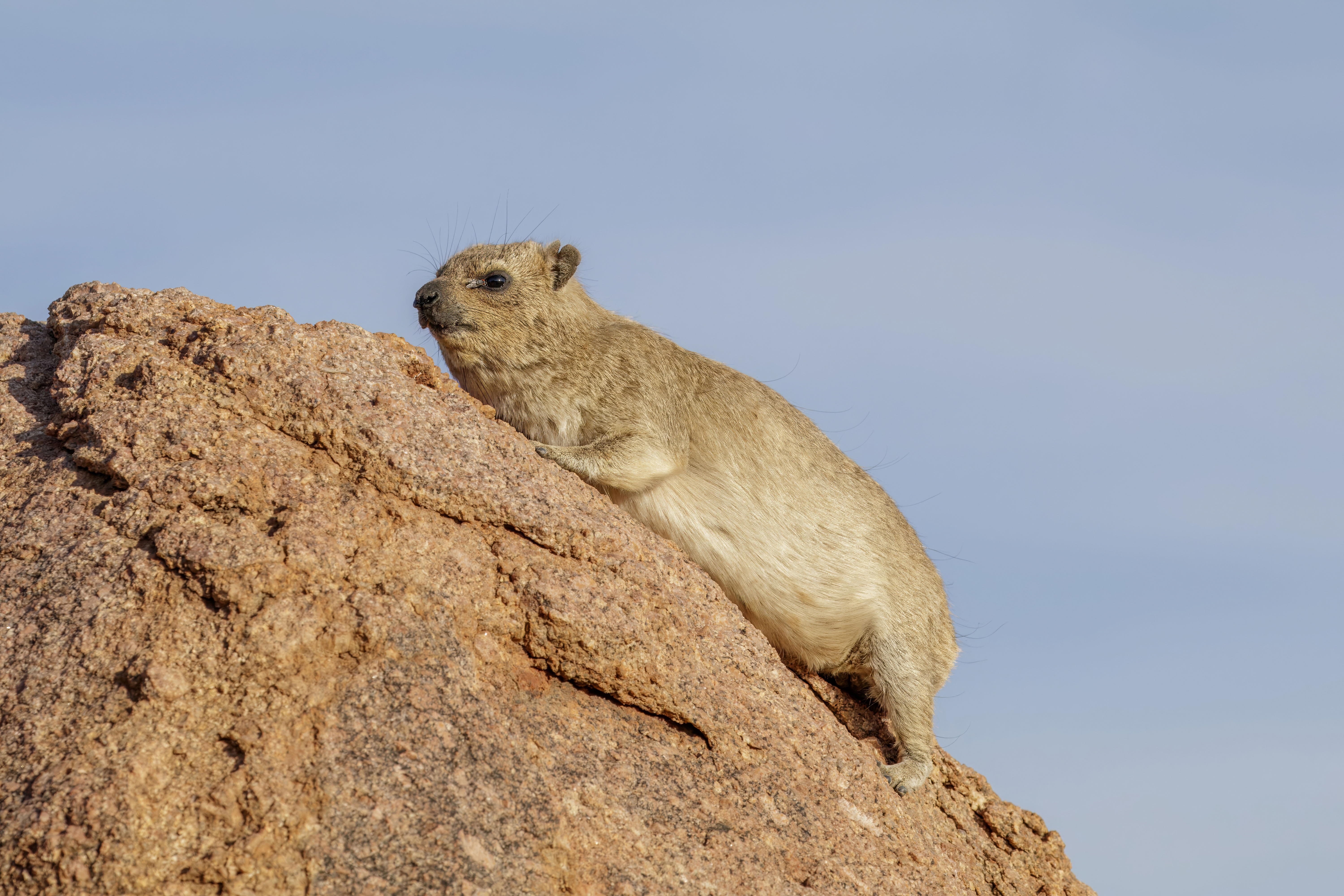

바위너구리목(Hyrax, dassies)은 작고 몸집이 튼튼한 초식 포유류 목이다. 꼬리가 짧고 퉁퉁한 동물이다. 보통 30~70센티미터 길이이며 몸무게는 2~5킬로그램에 달한다. 이들은 우는토끼과, 마멋과 비슷하지만 코끼리, 바다소목에 더 가깝다.
수명은 9~14년이다.